# Kulturerdteil

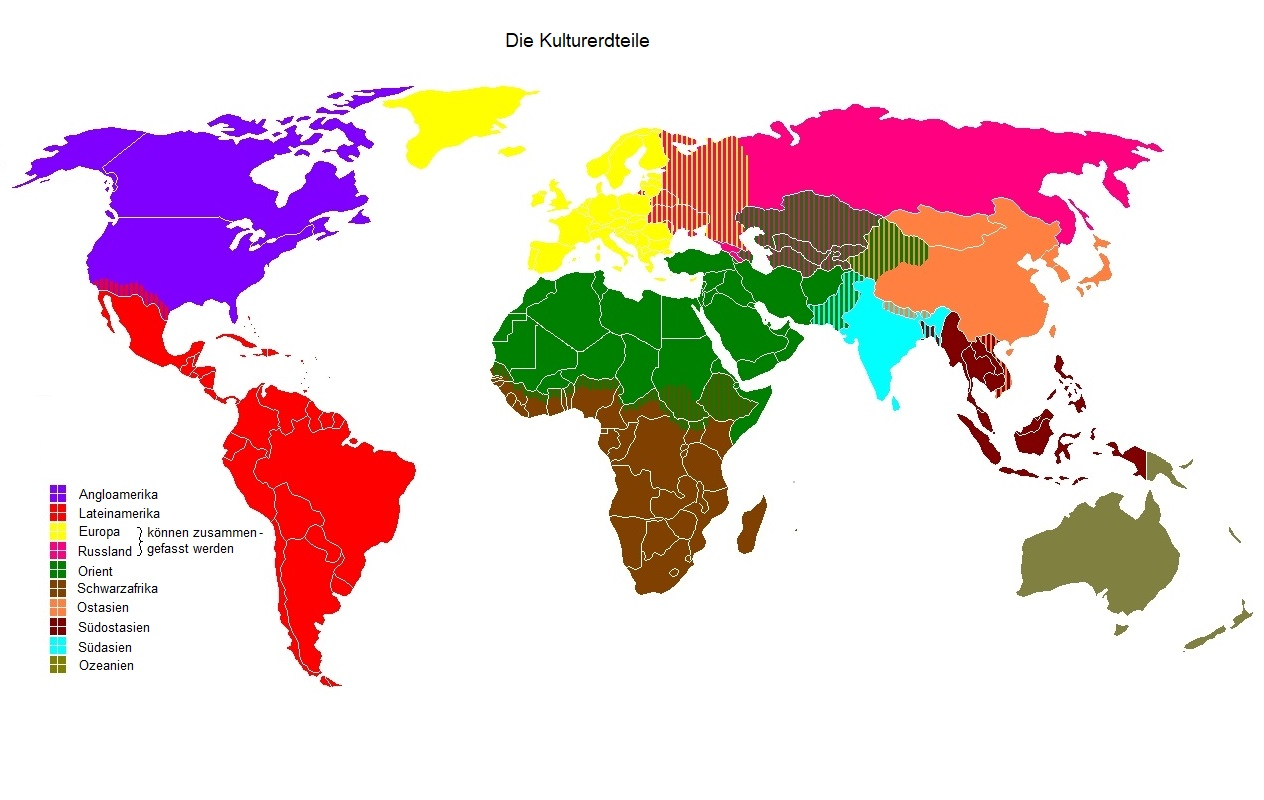
Karte mit Partition in 10 Kulturerdteile

Ein Kulturerdteil ist nach der Definition des deutschen Geographen Albert Kolb von 1962 „ein Raum subkontinentalen Ausmaßes […], dessen Einheit auf dem individuellen Ursprung der Kultur, auf der besonderen einmaligen Verbindung der landschaftsgestaltenden Natur- und Kulturelemente, auf der eigenständigen, geistigen und gesellschaftlichen Ordnung und dem Zusammenhang des historischen Ablaufes beruht.“ Diese Bezeichnung wird auch von dem deutschen Geographen Jürgen Newig verwendet, sowie – bedingt vergleichbar – 1978 von Spencer und Thomas (cultural worlds). In didaktischer Hinsicht fand das Konzept der Kulturerdteile für den fächerübergreifenden Unterricht Eingang in die Lehrpläne einiger deutscher Bundesländer und wurde beispielsweise vom Klett-Schulbuchverlag aufgegriffen.
Als Kulturerdteil wird demnach ein Raum (eine Region) mit mindestens subkontinentalen Ausmaßen angesehen, der eine zu seinen Nachbarräumen deutlich abgrenzbare, individuelle Identität entwickelt, die aus den Wechselwirkungen zwischen den Naturelementen und dem gestalterischen Tun des Menschen entsteht und sich stets weiter wandelt. Ein Kulturerdteil besitzt eigenständige Wirtschaftssysteme und -strukturen, die durch angepasstes (oder oft auch unangepasstes) Handeln des Menschen entstanden sind und sich weiter verändern. In einem Kulturerdteil ergeben sich durch das Wirtschaften des Menschen Formen des Zusammenlebens als raumprägende Gesellschaftsordnung mit Herrschaftssystemen eigenständigen Charakters. Zur Sicherung der politischen Herrschaftssysteme werden in einem ganzen Kulturerdteil geistige Grundlagen (Religionen oder Ideologien) geschaffen oder den eigenen Verhältnissen angepasst.
Gegenüber dieser umstrittenen Einteilung ist in der Ethnologie (Völkerkunde) eine Unterteilung in Kulturareale üblich, die (historische) Verbreitungsgebiete von ethnischen Kulturen angeben. Die Europäische Ethnologie (Volkskunde) benutzt die Bezeichnung Kulturraum (siehe Europäischer Kulturraum), während die frühere Bezeichnung Kulturkreis ihrer nationalsozialistischen Vereinnahmung wegen fallengelassen wurde. 

## Einteilungen
Es werden etwa 10 verschiedene Kulturerdteile unterschieden:
1. Angloamerika (Kanada und USA)
2. Lateinamerika (alle Länder südlich der Vereinigten Staaten, also von Mexiko im Norden bis Chile im Süden)
3. (West-)Europa
4. Osteuropa/Russland
5. Orient (Nordafrika, Arabische Halbinsel, einige Golfstaaten, deren Anrainer, sowie der islamisch geprägte Teil Zentralasiens)
6. Subsahara-Afrika (früher „Schwarzafrika“)
7. Südasien (Indien, Nepal, Teile Pakistans, Anrainer)
8. Südostasien (etwa Hinterindien, Malaysia, Indonesien)
9. Ostasien (China, Mongolei, Japan, Korea)
10. Australien / Ozeanien

Die Zuordnung eines Staates zu einem Kulturerdteil ist nicht immer eindeutig und kann sich auch im Laufe der Zeit verändern. Kulturerdteile können durch Übergangsgebiete getrennt sein, können sich aber auch an natürlichen Grenzen wie beispielsweise Gebirgen oder Meeren orientieren.

## Kritik
Innerhalb der Geographie gilt das Konzept der Kulturerdteile, wie es unter anderem von Jürgen Newig vertreten wird, als umstritten: Kulturerdteile werden als genauso konstruiert kritisiert wie andere abstrakte Einteilungen auch, die nur unter bestimmten Gesichtspunkten erstellt sind und sich dadurch dem Nachweis ihrer Existenz entziehen.

## Civilisations nach Huntington

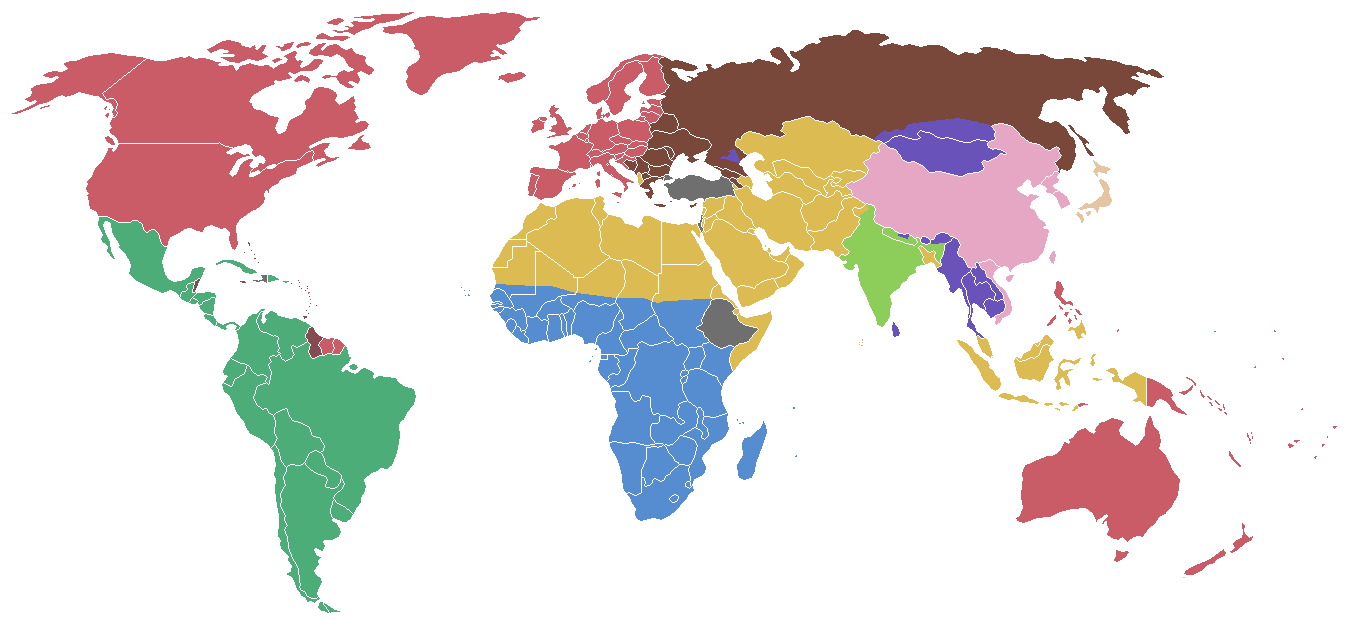
Huntingtons Einteilung der Welt in „Civilisations“

Der amerikanische Politikwissenschaftler Samuel P. Huntington vertrat ab 1993 in seiner Theorie vom „Kampf der Kulturen“ (clash of civilizations) eine bedingt vergleichbare Einteilung der Weltregionen in globale Kulturräume (im englischsprachigen Original civilizations, auch regions). Diese seien dynamisch, ohne scharfe Grenzen, und entwickelten sich weiter. Jede Zivilisation habe einen Kernstaat, der das Machtzentrum der jeweiligen Kultur darstelle. Huntington war damals als Berater des US-Außenministeriums tätig.